# Джуниър
„Джуниър“ (на английски: Junior) е американска комедия от 1994 година, продуцирана и режисирана от Айвън Райтман, с участието на Арнолд Шварценегер, Дани Де Вито и Ема Томпсън. Филмът излиза на екран в САЩ в деня преди Деня на благодарността на 23 ноември 1994 г., като получава хладен прием, който не отговаря на боксофис представянето на по-ранните филми на Райтман с участието на Шварценегер – „Близнаци“ от 1988 г., където също си партнира с Де Вито, и „Ченге в детската градина“ от 1990 г.

## Актьорски състав
| Актьор                    | Роля                                                                                            |
| ------------------------- | ----------------------------------------------------------------------------------------------- |
| Арнолд Шварценегер        | д-р Александър „Алекс“ Хес – учен, който забременява в резултат на медицински експеримент       |
| Дани Де Вито              | д-р Лари Арбогаст – учен, приятел и колега на д-р Хес                                           |
| Ема Томпсън               | д-р Диана Редин – учен, чиято яйцеклетка е използвана в експеримента                            |
| Франк Лангела             | д-р Ной Бейнс – учен, ръководител на научна лаборатория                                         |
| Памела Рийд               | Анжела – бившата съпруга на Лари, която забременява от един от членовете на групата „Aerosmith“ |
| Аида Туртуро              | Луиза – акушерка                                                                                |
| Джеймс Екхаус             | Нед Снелер – акушер                                                                             |
| Меган Кавана              | Уилоу                                                                                           |
| Кристофър Мелони          | г-н Лансарота                                                                                   |
| Бриана и Британи Макдонъл | деца на Диана Редин-Хес                                                                         |

## Български дублажи
| Озвучаващи артисти  | Даниела Йорданова Татяна Захова Калин Сърменов Любомир Младенов Стефан Сърчаджиев-Съра |
| Преводач            | Анна Василева                                                                          |
| Тонрежисьор         | Наталия Василева                                                                       |
| Режисьор на дублажа | Албена Павлова                                                                         |

| Озвучаващи артисти  | Христо Узунов Николай Николов |
| Режисьор на дублажа | Димитър Кръстев               |

| Озвучаващи артисти  | Радосвета Василева Гергана Стоянова Христо Узунов Иван Танев Здравко Методиев |
| Преводач            | Гергана Дойнова                                                               |
| Тонрежисьор         | Цветан Дацов                                                                  |
| Режисьор на дублажа | Михаела Минева                                                                |